# Смирнов, Василий Михайлович
Васи́лий Миха́йлович Смирно́в (род. 26 ноября 1953, с. Долгоруково, Мокшанский район, Пензенская область, РСФСР, СССР) — советский и российский деятель органов внутренних дел и государственный деятель. Министр внутренних дел по Республике Адыгея с октября 2003 по март 2009. Генерал-майор милиции.

## Биография
Родился 26 ноября 1953 года в селе Долгоруково Мокшанского района Пензенской области.
В 1987 окончил Академию МВД СССР по специальности «правоведение».
Службу в органах внутренних дел начал в 1974. Работал милиционером 2 разряда, командиром отделения, инспектором уголовного розыска, инспектором по делам несовершеннолетних, инспектором по борьбе с кражами государственного имущества, оперуполномоченным и старшим оперуполномоченным по борьбе с кражами государственного имущества.
С февраля 1988 по октябрь 2003 замещал руководящие должности в Управлении внутренних дел по Пензенской области.
До октября 2003 — заместитель начальника Управления внутренних дел по Пензенской области — начальник милиции общественной безопасности.
С октября 2003 по март 2009 — Министр внутренних дел по Республике Адыгея.
С апреля 2009 по июль 2010 — Начальник Управления по обеспечению деятельности мировых судей в Пензенской области.
В 2009 распоряжением Губернатора Пензенской области присвоен классный чин действительный государственный советник Пензенской области 3-го класса.
27 февраля 2012 назначен на должность заместителя начальника Управления Министерства юстиции Российской Федерации по Пензенской области.

## Семья
Женат, имеет двух детей.

## Награды
Государственные
- Заслуженный сотрудник органов внутренних дел Российской Федерации
- Медаль «За отличие в охране общественного порядка»
- Медаль ордена «За заслуги перед Отечеством» II степени

Ведомственные
- Медаль «За безупречную службу» III степени
- Нагрудный знак «Почётный сотрудник МВД»
- Нагрудный знак «200 лет МВД России»
- Медаль «200 лет МВД России»
- Медаль «За доблесть в службе» (МВД России)
- Медаль «За боевое содружество» (МВД России)
- Медаль «За отличие в службе» I и II степеней (МВД России)
- Медаль «За боевое содружество» (ФСО России)
- Медаль «За содействие» (ГФС России)